# أندرو جاكوبس
أندرو جاكوبس (بالإنجليزية: Andrew Jacobs)‏ هو قاضي ومحامي وسياسي أمريكي، ولد في 22 فبراير 1906 في الولايات المتحدة، وتوفي في 17 ديسمبر 1992 في إنديانابوليس في الولايات المتحدة. حزبياً، نشط في الحزب الديمقراطي. وقد انتخب قاضي (1975 – 1977) وانتخب مندوب ‏ (1952 – 1956) وانتخب عضو مجلس النواب الأمريكي.